# Stella éducative et sportive Calais
 (janvier 2017).
Si vous disposez d'ouvrages ou d'articles de référence ou si vous connaissez des sites web de qualité traitant du thème abordé ici, merci de compléter l'article en donnant les références utiles à sa vérifiabilité et en les liant à la section « Notes et références ».
Maillots
La Stella Éducative et Sportive Calais est un club féminin de volley-ball basé à Calais qui évolue en Élite Access féminine.

## Historique du club Stella ES Calais
Le club joue régulièrement les compétitions européennes durant ses années Ligue A (jusqu'en 2013). À l'issue de cette saison, bien qu'ayant sportivement décroché la neuvième place (synonyme de maintien), et ce malgré un retrait de 4 points par la DNACG, le club de la Côte d'Opale est rétrogradé administrativement en Division Elite féminine pour la saison suivante. Son entraîneur depuis 14 ans, Badis Oukarache, également sélectionneur de l'équipe féminine d'Algérie, part entraîner le Hainaut Volley, relégué sportivement mais repêché par la rétrogradation de la Stella.

## Présidents du club Stella ES Calais
Depuis sa création, le club a connu six présidents :
- André Da Conceiçao de 1952 à 1986
- Bernard Vandelannoote de 1987 à 1989
- Jacques Wheatley de 1990 à 2013
- David Dangléant de 2013 à 2018
- Thérèse Yahiel de 2018 à 2024
- François Hamy depuis 2024

## Palmarès du club Stella Calais
Depuis 1993, année de l’accession en Ligue A féminine, l’équipe de la Stella Étoile sportive Calais a remporté la Coupe de France en 1994, contre le RC Cannes, la Coupe de France fédérale en 2015 et a participé à deux Coupes européennes en 1995 et en 1997 à Rome avec une qualification en Final Four Coupe C.E.V.
- Saison 1990-1991 : 3e de National 2
- Saison 1991-1992 : 2e de National 2, Accession en N1 B
- Saison 1992-1993 : 1re en N1B Champion de France. Accession en N1 A (aujourd’hui Ligue A féminine)
- Saison 1993-1994 : 3e du championnat de France N1 A. Vainqueur de la Coupe de France. Qualifiée pour la Coupe européenne des vainqueurs de coupe
- Saison 1994-1995 : 5e de N1A éliminée en 1/8 F C des Coupes
- Saison 1995-1996 : 4e de N1A qualifiée pour une coupe C.E.V.
- Saison 1996-1997 : Qualification en Final Four Coupe C.E.V.
- Saison 1997-1998 : 6e de N1 A
- Saison 1998-1999 : 8e de N1 A
- Saison 1999-2000 : 7e de N1 A

…
- Saison 2007-2008 : 12e (Ligue A féminine)
- Saison 2008-2009 : 7e (Ligue A féminine)
- Saison 2009-2010 : 6e (Ligue A féminine)
- Saison 2010-2011 : 5e (Ligue A féminine).Équipe 2 Championne de France N3
- Saison 2011-2012 : 4e (Ligue A féminine). Équipe 2 Championne de France N2
- Saison 2012-2013 : 4e (Ligue A féminine). Finaliste de la Coupe de France
- Saison 2013-2014 : 5e (Élite féminine)
- Saison 2014-2015 : 6e (Élite féminine). Vainqueur de la coupe de France fédérale
- Saison 2021-2022 :6e des play-down (Élite féminine). Finaliste de la coupe de France fédérale

## Palmarès
- Coupe de France (1)
  - Vainqueur : 1994
  - Finaliste : 2013

- Coupe de France amateur (1) :
  - Vainqueur en 2015.
  - Finaliste en 2022.

- Championnat de France de Nationale 1B (1)
  - Vainqueur : 1993

## Effectifs

### Saison 2012-2013
| No                                       | Nom                                      | Date de naissance                        | Taille                         | Poids                          | Poste                          |
| ---------------------------------------- | ---------------------------------------- | ---------------------------------------- | ------------------------------ | ------------------------------ | ------------------------------ |
| 1                                        | Keylla Fabrino Ramos                     | 13 mai 1986                              | 180                            | 76                             | Passeuse                       |
| 2                                        | Tamara Matos Hoffmann                    | 19 juillet 1985                          | 182                            | 69                             | Centrale                       |
| 3                                        | Paula Yamila Nizetich                    | 27 janvier 1989                          | 183                            | 74                             | Réceptionneuse-attaquante      |
| 4                                        | Melisa Callo                             | 9 mars 1985                              | 184                            | 68                             | Réceptionneuse-attaquante      |
| 5                                        | Paola Gustave Dit Duflo                  | 7 octobre 1988                           | 182                            | 72                             | Centrale                       |
| 6                                        | Taiana Tere                              | 27 mai 1986                              | 178                            | 65                             | Réceptionneuse-attaquante      |
| 7                                        | Laura Wierre                             | 13 mai 1985                              | 182                            | 69                             | Réceptionneuse-attaquante      |
| 8                                        | Loraine Henkel                           | 12 février 1988                          | 190                            | 73                             | Centrale                       |
| 9                                        | Mireya Delgado Garcia                    | 5 novembre 1991                          | 178                            | 73                             | Réceptionneuse-attaquante      |
| 10                                       | Luiza Ungerer de Carvalho Rocha          | 14 janvier 1988                          | 164                            | 54                             | Libero                         |
| 11                                       | Hana Novotni Kašić                       | 5 juin 1992                              | 180                            | 74                             | Passeuse                       |
| 13                                       | Michaela Doležalová                      | 22 juin 1984                             | 184                            | 75                             | Réceptionneuse-attaquante      |
| 15                                       | Maria Jose Perez Gonzalez                | 18 mars 1988                             | 188                            | 71                             | Réceptionneuse-attaquante      |
|                                          |                                          |                                          |                                |                                |                                |
| Encadrement technique                    | Encadrement technique                    |                                          | Légende                        | Légende                        | Légende                        |
| Entraîneur : Badis Oukarache             | Entraîneur : Badis Oukarache             | Entraîneur : Badis Oukarache             | : Capitaine                    | : Capitaine                    | : Capitaine                    |
| Entraîneur(s) adjoint(s) : Pablo Griboff | Entraîneur(s) adjoint(s) : Pablo Griboff | Entraîneur(s) adjoint(s) : Pablo Griboff | : Joueuse blessée actuellement | : Joueuse blessée actuellement | : Joueuse blessée actuellement |

## Joueuses majeures

### Historiques
- Virginie Jouault